# Sempron
Sempron (укр. Семпрон)— торгова марка, під якою AMD випускає свої центральні процесори (ЦП), для бюджетного сегменту ринку. Випускалися з 2004 року по 2014.
Бюджетний настільний процесор, прийшов на заміну Duron і був прямим конкурентом процесору Celeron компанії Intel. При розробці його назви AMD використовувало латинське слово semper, що позначає «завжди» або «кожен день», натякаючи, що основною нішею даного процесора є прості застосування для повсякденної роботи.
Фактично, під торговою маркою Sempron продаються процесори з різними ядрами, тобто — різні процесори. Об'єднує їх в продукції AMD нижній ціновий діапазон.
Останній процесор сімейства Sempron був випущений в 2014 році, на заміну Sempron прийшли процесори AMD APU.

## Історія розробки і випуску

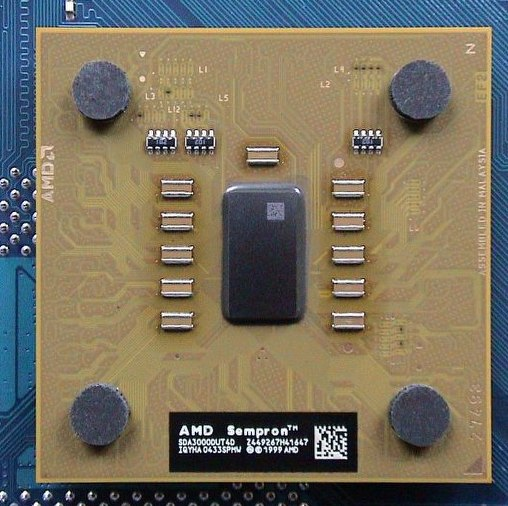
Socket-A Sempron 3000+

Перші Sempron були засновані на архітектурі Athlon XP і базувалися на ядрі Thoroughbred/Thorton. Ці моделі призначалися для установки в роз'єм Socket A, мали 256 КБ кешу 2-го рівня і системну шину, що працює на частоті 166 МГц (FSB 333). Пізніше, AMD випустила Sempron 3000+, заснований на ядрі Barton (512 КБ кешу 2-го рівня). З погляду апаратної частини, Sempron для Socket-A був по суті перейменованим процесором Athlon XP. З 2005 року AMD припинила виробництво всіх процесорів Sempron для Socket A.
Наступне покоління (ядро Paris/Palermo) вже базувалося на архітектурі Socket 754 Athlon 64. Відмінності від процесорів Athlon 64 включали зменшений розмір кеш-пам'яті (128 або 256 КБ кешу 2-го рівня), і відсутність набору команд AMD64 в ранніх моделях Sempron. Не рахуючи цих відмінностей, Sempron для Socket 754 оснащений всіма вдосконаленими можливостями могутніших процесорів Athlon 64, зокрема інтегрованим в ядро процесора контролером пам'яті, шиною HyperTransport і технологією AMD «NX bit».
У другій половині 2005 року AMD додала підтримку 64-біт (AMD64) в лінійку Sempron. Щоб відрізняти цю ревізію від попередніх версій Sempron її часто називають «Sempron 64». Проте цей термін не є офіційним і не використовується в AMD. Випуск бюджетного процесора з підтримкою 64-бітової архітектури, за планами AMD, дозволяв розширити ринок 64-бітових процесорів, який був достатньо вузький на момент виходу «Sempron 64».
У 2006 році AMD анонсував лінійку процесорів Sempron для Socket AM2. За функціональністю він аналогічний попередньому поколінню Sempron, а основною відмінністю є використання вбудованого контролера пам'яті DDR2 SDRAM замість DDR SDRAM. TDP стандартної версії залишається на рівні 62 Вт, тоді як в новій «Energy Efficient Small Form Factor» версії він зменшений до 35 Вт TDP. Станом на 2006 рік AMD виробляла і продавала версії Sempron для Socket 754, Socket 939 і AM2. 65-нм процесори компанії: Athlon 64 X2 Black Edition, Athlon 64 X2 (кодове ім'я Brisbane) та Sempron (Sparta) мають коефіцієнт множення, що варіюється з кроком 0,5х, а не 1х, як у ранніх моделей. У першому кварталі 2008 року компанія випустила на ринок одноядерний Sempron (Sparta) LE-1300 із частотою 2,3 ГГц та енергоспоживанням у 45 Вт.

## Моделі для Socket A

### Thoroughbred B/Thorton (130нм)
- Кеш першого рівня 64 КБ
- Кеш другого рівня 256 КБ, працює на частоті ядра
- Підтримка технологій MMX, 3DNow!, SSE
- Роз'єм Socket A
- Частота системної шини 166 МГц
- Напруга ядра 1,6 В
- Діапазон частот складає від 1600 МГц до 2000 МГц
- Представлений 28 липня 2004 року

### Barton (130 нм)
- Представлений 17 вересня 2004 року.
- Кеш другого рівня збільшено до 512 КБ
- Частота шини до 200 МГц
- Напруга ядра до 1,65 В
- Діапазон частот від 2000 МГц до 2200 МГц

## Моделі для Socket 754

### Paris (130 нмSOI)
- Кеш першого рівня: 64 + 64 КБ (дані + інструкції)
- Кеш другого рівня: 256 КБ, працює на частоті ядра
- Підтримка технологій MMX, 3DNow!, SSE, SSE2
- Розширений антивірусний заїист (NX bit)
- Інтегрований контролер пам'яті DDR (одноканальний, з підтримкою ECC)
- Роз'єм: Socket 754, 800 МГц HyperTransport
- Напруга ядра: 1,4 В
- Представлений: 28 липня 2004
- Діапазон частот: 1800 МГц (3100+)
- Степінг: CG (Part No.: *AX)

### Palermo (90 нмSOI)
- Ранні моделі (степінг D0) були сповільнені «Oakville» mobile Athlon 64
- Кеш першого рівня: 64 + 64 КБ (дані + інструкції)
- Кеш другого рівня: 128/256 КБ, працює на частоті ядра
  - Кеш другого рівня 128 КБ (Sempron 2600+, 3000+, 3300+)
  - Кеш другого рівня 256 КБ (Sempron 2500+, 2800+, 3100+, 3400+)
- Підтримка MMX, 3DNow!, SSE, SSE2
- SSE3 підтримується починаючи зі степінгів E3 и E6
- AMD64 в степінгу E6
- Cool'n'Quiet (Sempron 3000+ і вище)
- Расширенная антивирусная защита (NX bit)
- Інтегрований контролер пам'яті DDR (одноканальний, з підтримкою ECC)
- Роз'єм: Socket 754, 800 МГц HyperTransport
- Напруга ядра: 1,4 В
- Представлений: Лютий 2005
- Діапазон частот: 1400—2000 МГц
- Степінги: D0 (Part No.: *BA), E3 (Part No.: *BO), E6 (Part No.: *BX)

## Моделі для Socket AM2

### Manila (90 нмSOI)
- Кеш першого рівня: 64 + 64 КБ (дані + інструкції)
- Кеш другого рівня: 128/256 КБ, працює на частоті ядра
  - Кеш другого рівня 128 КБ (Sempron 2800+, 3200+, 3500+)
  - Кеш другого рівня 256 КБ (Sempron 3000+, 3400+, 3600+)
- Підтримка MMX, Extended 3DNow!, SSE, SSE2, SSE3, AMD64, NX bit, Cool'n'Quiet (3200+ і вище)
- Інтегрований контролер пам'яті DDR2
- Роз'єм: Socket AM2, 800 МГц HyperTransport
- Напруга ядра: 1,25/1,35/1,40 В (1,20/1,25 В для версії Energy Efficient SFF)
- Представлений: 23 травня 2006
- Діапазон частот: 1600—2000 МГц
- Степінг: F2 (Part No.: *CN, *CW)

### Sparta (65 нмSOI)
- Кеш першого рівня: 64 + 64 КБ (дані + інструкції)
- Кеш другого рівня: 128/256/512 КБ, працює на частоті ядра
  - Кеш другого рівня 128 КБ (Sempron 3500+)
  - Кеш другого рівня 256 КБ (Sempron 3400+, 3600+, 3800+, LE-1100)
  - Кеш другого рівня 512 КБ (LE-1300, LE-1250, LE-1200, LE-1150(256 kb))
- Підтримка MMX, Extended 3DNow!, SSE, SSE2, SSE3, AMD64, Cool'n'Quiet, NX bit
- Інтегрований контролер пам'яті DDR2
- Роз'єм: Socket AM2, 800 МГц HyperTransport
- Напруга ядра: 1,25/1,35/1,40 В (1,20/1,25 В для версії Energy Efficient SFF)
- Представлений: 5 грудня 2007
- Діапазон частот: 1800—2300 МГц
- Степінг: G1
  - 3800+ 2200 МГц
  - 3600+ 2000 МГц
  - 3500+ 2000 МГц
  - 3400+ 1800 МГц
  - LE-1300 2300 МГц
  - LE-1250 2200 МГц
  - LE-1200 2100 МГц
  - LE-1150 2000 МГц
  - LE-1100 1900 МГц

## Моделі для AM2+, AM3

### Sargas (45 нм)
- Кеш першого рівня 64 КБ
- Кеш другого рівня 1024 КБ
- Підтримка технологій MMX, Extended 3DNow!, SSE, SSE2, SSE3, SSE4a, AMD64, AMD-V, Cool'n'Quiet, NX bit
- Інтегрований контролер пам'яті DDR2, DDR3
- Роз'єм: Socket AM2+, 800 МГц, Socket AM3, 1333 МГц HyperTransport
- Напруга ядра: 1,10/1,35 В, тепловиділення до 45 Вт
- Діапазон частот складає 2600—2800 МГц